# Mustejka
Mustejka (lit. Musteika) − wieś na Litwie, w okręgu olickim, w rejonie orańskim, w gminie Marcinkańce. W 2011 i 2021 roku liczyła 61 mieszkańców.

## Historia
W związku z demarkacją granicy z Litwą Środkową w 1920 roku, północna część gminy Merecz weszła w skład Litwy Kowieńskiej, natomiast południowy fragment (na prawym brzegu Mereczanki) znalazł się głównie w strefie tzw. pasa neutralnego. Ponieważ południowa granica pasa neutralnego przebiegała na rzece Mustejce, Mustejka została podzielona na dwie części, tworząc dwie odrębne wsie:

### Mustejka (gmina Berszty)
Mustejka na południowym brzegu rzeki weszła w skład gminy Berszty w powiecie grodzieńskim, który na mocy traktatu ryskiego przyłączono do województwa białostockiego. Według Powszechnego Spisu Ludności z 1921 roku wieś zamieszkiwały 62 osoby, wszystkie były było wyznania rzymskokatolickiego i zadeklarowały litewską przynależność narodową. Było tu 10 budynków mieszkalnych. 16 października 1933 Mustejka 
weszła w skład gromady Kobele w gminie Berszty.

### Mustejka (gmina Marcinkańce)
Mustejka na północnym brzegu rzeki znalazła się początkowo w strefie pasa neutralnego, który w lutym 1923 w myśl decyzji Rady Ambasadorów przyznano Polsce i (bez formalnego statusu gminy) dołączono do przyległego powiatu grodzieńskiego  w woj. białostockim. Dopiero w 1925 roku z omawianego obszaru (oraz z południowej części dawnej gminy Orany) powstała nowa gmina Marcinkańce w powiecie grodzieńskim w woj. białostockim, w skład której weszła Mustejka. 16 października 1933 Mustejka utworzyła gromadę Mustejka w gminie Marcinkańce
Po wojnie obie rozłączone wsie przypadły Litewskiej SRR w ZSRR, gdzie ponownie zostały połączone. Od 1991 ponownie w niezależnej Litwie.

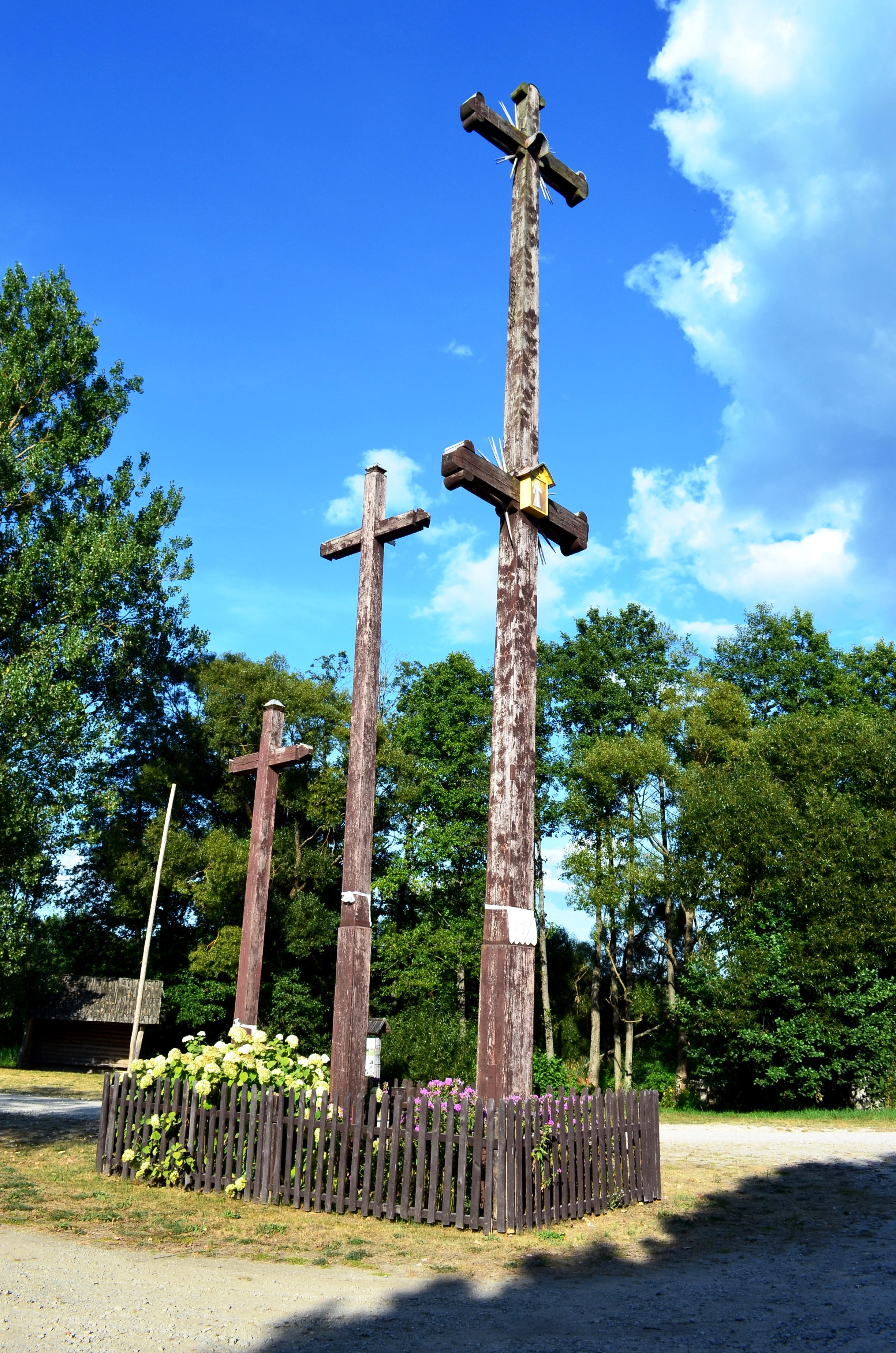
Krzyże w Mustejce